# Minckwitz (Adelsgeschlecht)

Wappen derer von Minckwitz

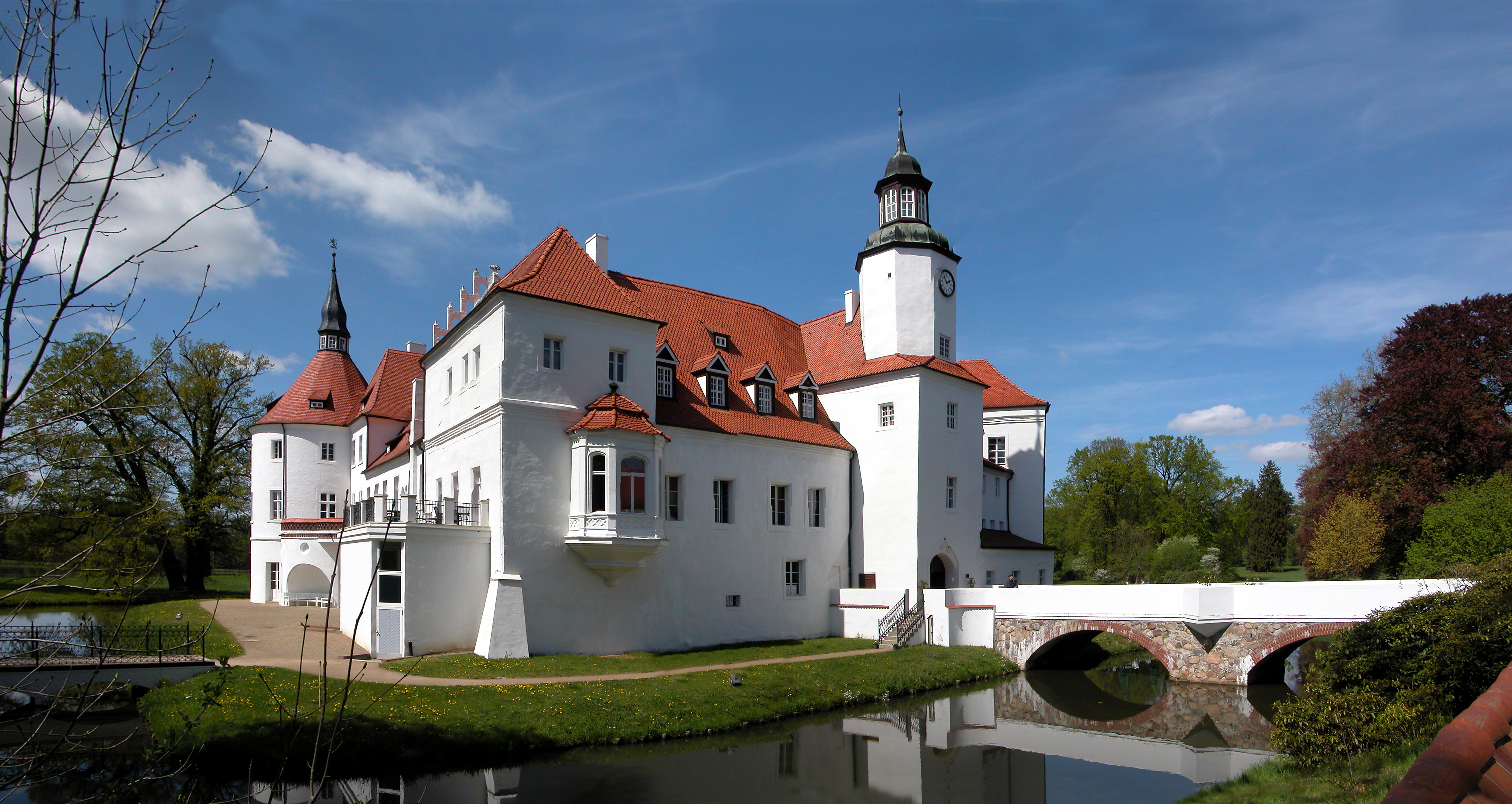
Wasserschloss Fürstlich Drehna

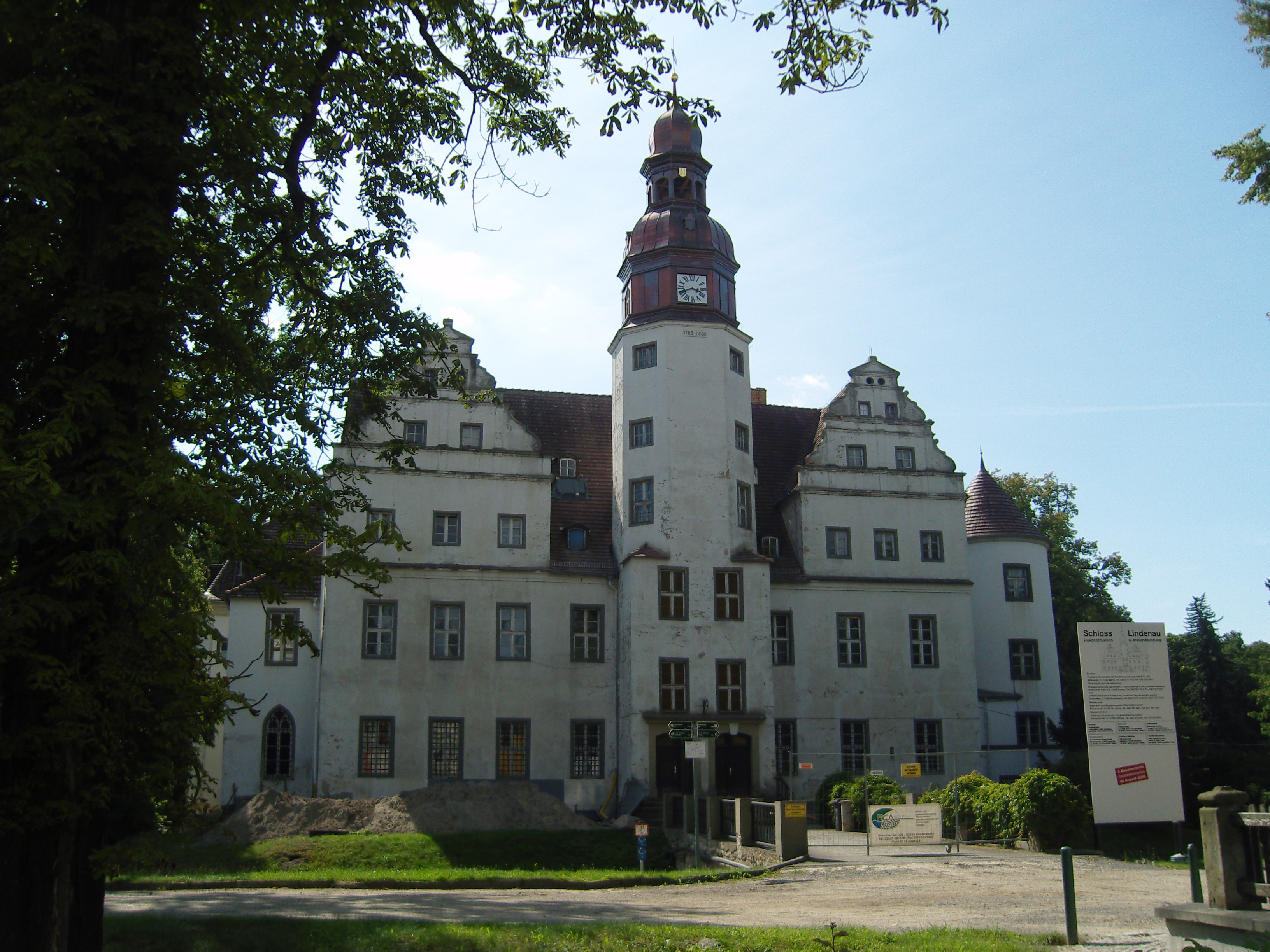
Frontseite Schloss Lindenau

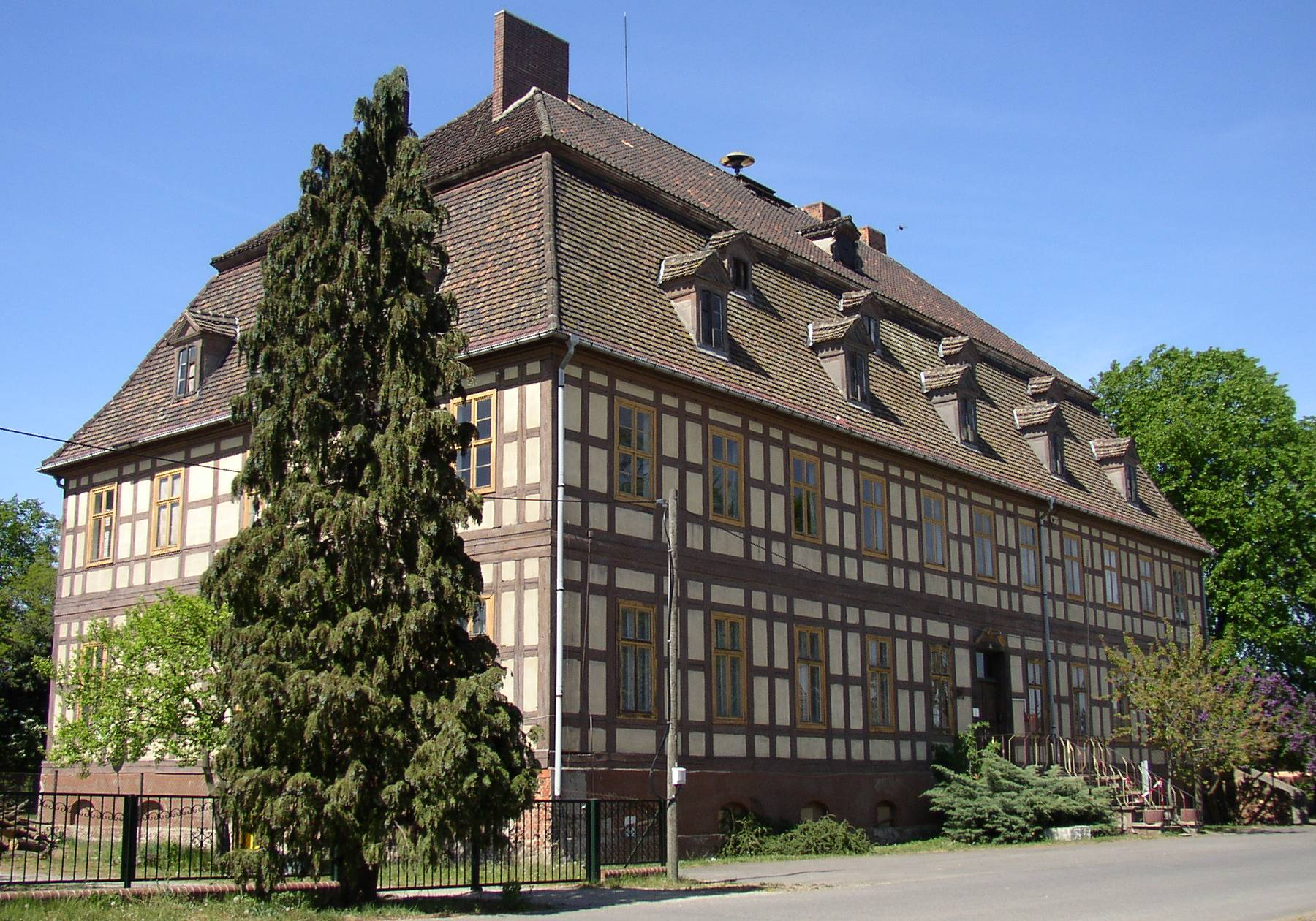
Gutshaus Groß Jehser

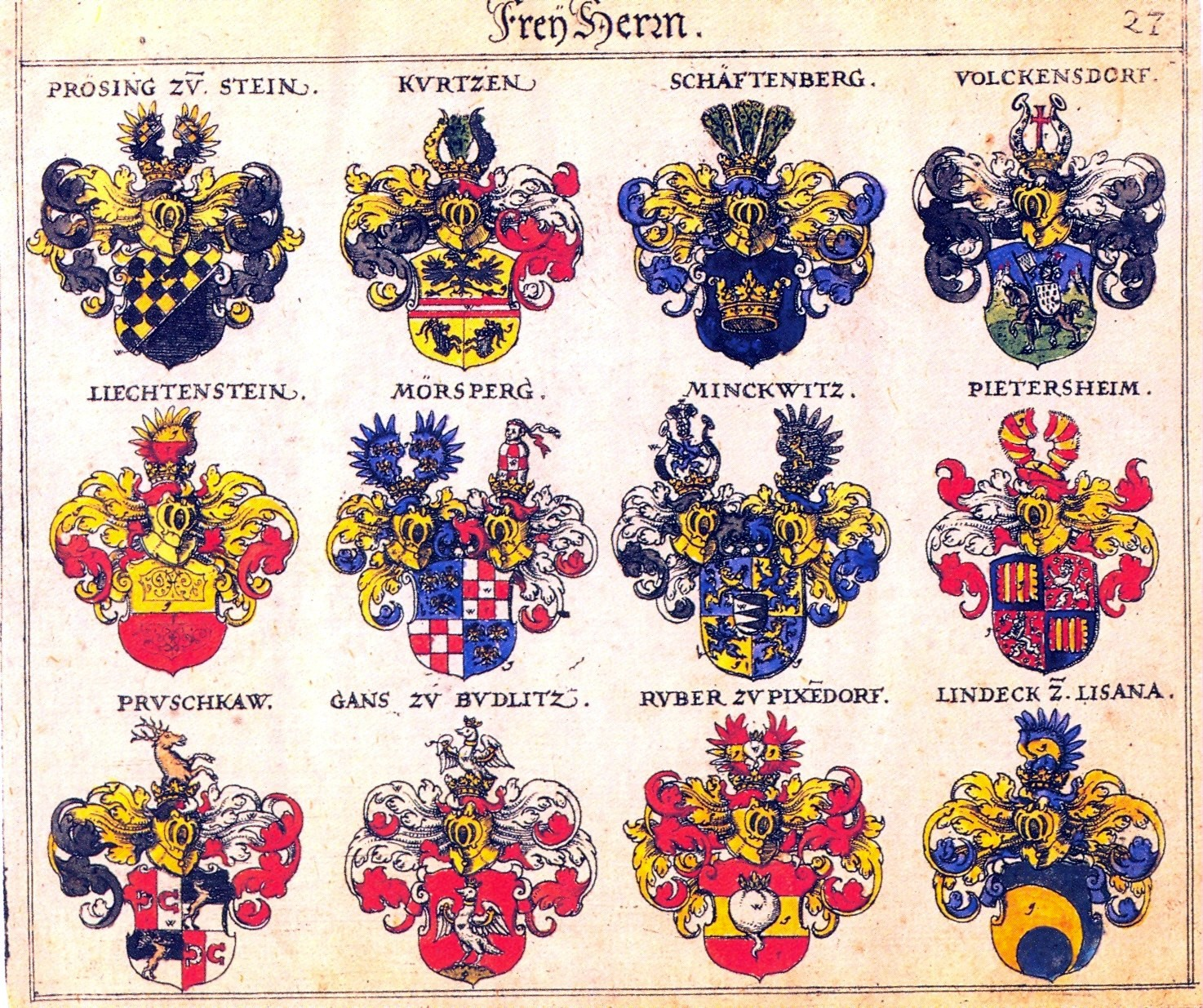
Wappen der Freiherrn von Minckwitz (2. Reihe, 3. Spalte) in Johann Siebmachers Wappenbuch (um 1605)

Minckwitz, auch Minckwitz von Minckwitzburg, Minkwitz oder Münckwitz, ist der Name eines alten mitteldeutschen Adelsgeschlechts. Die Herren und Freiherren von Minckwitz gehören zum osterländischen Uradel. Zweige der Familie bestehen bis heute.

## Geschichte

### Herkunft
Erstmals urkundlich erwähnt wird das Geschlecht am 2. Oktober 1168 mit Siggeboto de Mincuiz. Die Stammreihe beginnt mit Hans von Minckwitz, der ab 1397 in Urkunden genannt wird.
Das Geschlecht stammte ursprünglich aus dem Osterland bzw. dem angrenzenden Bistum Naumburg-Zeitz. Eine in älterer Literatur angenommene Abstammung aus Böhmen und von dort aus in die Lausitz und nach Meißen lässt sich nicht nachweisen. Auch eine Verwandtschaft zwischen dem böhmischen Geschlecht der Mékovic, zu deutsch: Minkowitz, und dem hier beschriebenen osterländischen Uradelsgeschlecht derer von Minckwitz besteht wahrscheinlich nicht.

### Ausbreitung und Linien
Nach Zedlitz-Neukirch gehören auch der eifrige Förderer der Reformation Nicolaus von Minckwitz, der 1528 den Bischof von Lebus aus seiner Residenz Fürstenwalde vertrieb und Erasmus von Minckwitz, der Mitte des 16. Jahrhunderts sächsischer Kanzler war, zur Familie.
Mitte des 15. Jahrhunderts teilte sich die Stammlinie in zwei Linien, eine zu Falkenhain bei Zeitz und eine zu Breitenhain bei Altenburg. Die Falkenhainer Linie saß bis in die neuere Zeit zwischen Zeitz und Leipzig. Mit dem Stammvater der Breitenhainer Linie, dem Ritter Hans von Minckwitz, Obermarschall des sächsischen Herzogs Albrecht des Beherzten, gelangte das Geschlecht in die Lausitz. Der sächsische Herzog belehnte ihn 1481 mit der Herrschaft Sonnewalde.
Zudem war er 1499 Landhofmeister in Meißen, kursächsischer Rat und Amtshauptmann zu Liebenwerda.
Bereits die Söhne von Hans von Minckwitz verkauften die Herrschaft Sonnewalde an die Grafen von Solms. Sein Sohn Caspar (I.) von Minckwitz erwarb 1521 die Herrschaft Drehna. Die Familie ließ den Wassergraben um das Schloss anlegen und die Wehrtürme errichten. Caspar (I.) von Minckwitz war der jüngste von vier Brüdern, der zusammen mit dem Ältesten, dem Ritter Hans von Minckwitz, den Stamm fortsetzte. Letzterer konnte auch die Güter Trebsen, Ober- und Unternitzschka, Sachsendorf und Wäldchen erwerben. Die von ihm gestiftete Linie erlosch mit dem Tod seines letzten Sohnes. Seine Güter kamen in den Besitz des Sohnes von Caspar (I.) von Minckwitz zu Drehna, Wolf von Minckwitz. Die Herrschaft Trebsen wurde 1548 an die Grafen von Barby verkauft. 1697 veräußerte Caspar Ehrenreich von Minckwitz das Schloss Drehna an die Grafen von Promnitz.
Die Nachkommen von Caspar (I.) von Minckwitz begründeten zahlreiche weitere Zweige, unter anderem zu Drehna, Uckro, Briesen, Wormlage, Lugk, Groß Jehser (ab 1576 bis Ende 18. Jh.), Groß Mehßow und Rehnsdorf in der Niederlausitz, zu Lindenau mit der dortigen Schlosskirche als Grablege, Radibor, Luppa und Malsitz in der Oberlausitz, sowie auch zu Ober- und Unternitzschka, Sachsendorf und Wäldchen (bei Wurzen) in Sachsen. Angehörige aus dem Haus Drehna erlangten später die preußische, belgische und böhmische Freiherrenwürde.
Zur Falkenhainer Hauptlinie gehörte der 1823 verstorbene Friedrich August Wilhelm von Minckwitz, leitender Minister im Herzogtum Sachsen-Gotha-Altenburg. Sein Sohn Johannes von Minckwitz († 1857) wurde königlich-sächsischer Außenminister und Generalleutnant.
Aus der Breitenhain-Sonnewalder Hauptlinie kam Gottlob Heinrich von Minckwitz († 1851) zu Jemnitz und Preititz. Er war königlich sächsischer Wirklicher Geheimer Rat, Kämmerer und Oberhofmeister der Königin. Carl Caspar Ludwig von Minckwitz starb 1844 als königlich preußischer Oberförster.

### Standeserhebungen
Aus der Zweiglinie Drehna der Breitenhainer Hauptlinie erhielten die Brüder Caspar von Münckwitz auf Spermberg, kaiserlicher Reichshofrat und Gesandter, und Ehrenfried von Münckwitz, königlich böhmischer Appellationsrat, am 16. Mai 1586 zu Wien den böhmischen Freiherrenstand mit einer Wappenbesserung. Den böhmischen Herrenstand erhielten am 10. Oktober 1646 zu Preßburg die Brüder Johann Friedrich von Minkwitz auf Drehna und Hans Christoph von Minkwitz. Eine kurfürstlich-sächsische Anerkennung für sie erfolgte am 27. September 1648.
Marie Freiin von Minckwitz aus dem Hause Porcheresse (Luxemburg) erhielt am 22. Juli 1847 eine belgische Anerkennung des Barontitels.
Der aus der Zweiglinie Ober-Nitzschke der Breitenhainer Hauptlinie stammende Bernhard von Minckwitz, königlich sächsischer Revierförster außer Dienst, wurde am 21. November 1918 unter der Nummer 533a in das sächsische Adelsbuch eingetragen.
Aus der Linie Falkenhain erhielten am 15. Januar 1915 Hans von Minckwitz, königlich-sächsischer Kammerherr und Forstmeister außer Dienst, unter der Nummer 533b und Wilhelm von Minckwitz auf Dornreichenbach, königlich-sächsischer General der Infanterie und Generaladjutant von König Albert, unter der Nummer 533c eine Eintragung in das königlich-sächsische Adelsbuch.

## Wappen

### Stammwappen
Das Stammwappen ist von Schwarz und Silber viermal im Spitzenschnitt gespalten. Auf dem bekrönten Helm mit schwarz-silbernen (auch rot-silbernen) Helmdecken ein von Silber und Rot gevierter Federball (Schirmbrett), der abwechselnd mit drei schwarzen und zwei silbernen Straußenfedern besteckt ist.

### Gräfliche Wappen
Die Grafenwappen von 1586 und 1646 sind Geviert und belegt mit einem schwarzen Herzschild, darin drei rechte silberne Spitzen (Stammwappen). 1 und 4 in Gold einwärtsgekehrt ein gekrönter blauer Greif, 2 und 3 in Blau einwärtsgekehrt ein gekrönter goldener Löwe. Die Wappen haben zwei Helme mit innen blau-goldenen und außen schwarz-silbernen Helmdecken. Auf dem rechten zwischen zwei von Schwarz und Silber übereck-geteilten Büffelhörnern der Greif, die Krallen bestückt mit einer von Silber und Rot gevierten Scheibe, darauf ein Busch von 6 (3, 3) abwechselnd schwarzen und silbernen Straußenfedermn. Auf dem linken der Löwe zwischen einem geschlossenen, mit silbernen Herzen halbkreisförmig bestreuten schwarzem Flug.

### Wappenabbildungen

Barocke Darstellung
Freiherrliches Wappen

## Bekannte Familienmitglieder
- Ritter Nicolaus (Nickel) von Minckwitz (* etwa 1485–1549), Herr auf Sonnewalde und Förderer der Reformation
- Hans Rudolph von Minckwitz (1637–1702), polnischer und sächsischer Generalleutnant, Stadtoberst von Dresden und Gouverneur der Stadt Leipzig
- Hans Christoph von Minckwitz (1688–1759), sächsischer Generalleutnant und Regimentschef
- Johann Christoph von Minckwitz († 1795), kursächsischer Generalleutnant und Regimentschef
- Georg Wilhelm von Minckwitz (1736–1796), preußischer Generalmajor
- Johannes von Minckwitz (1787–1857), sächsischer Außenminister 1831/35
- Rudolf von Minckwitz (1827–1916), preußischer General der Infanterie
- Wilhelm von Minckwitz (1837–1922), General der Infanterie und Generaladjutant des Königs von Sachsen.
- Erwin von Minckwitz (1838–1921), General der Infanterie
- Horst Benno Adolf von Minckwitz (1877–1956), Offizier und Militärflieger
- Eberhard von Minckwitz (1910–1995), Jurist und Mitglied des Abgeordnetenhauses von Berlin
- Barbara von Minckwitz (* 1950), Rechtsanwältin und TV-Rechtsanwältin
- Gunter von Minckwitz (* 1964), Prof. Dr. med. u. Betriebswirt (AFW) Gynäkologe